# Мечеть Валлайах
Мечеть Валлайах (англ. Wallajah Mosque) — мечеть в городе Ченнаи штата Тамилнад Индии. Мечеть Валлайах является самой большой в Ченнаи и считается главной мечетью этого города.

## История
Мечеть была построена навабом индийского княжества Аркот Мухаммадом Али Ханом Валлайахом в 1795 году. Здание было возведено в архитектурном стиле Великих Моголов, из гранита без использования железа и дерева. Мемориальная доска в мечете свидетельствует о том, что здание было отремонтировано во время правления Азам Шаха, который установил на минареты позоло́ченные шпили.